# Хитенберг (Хесен)
Хитенберг (њем. Hüttenberg) општина је у њемачкој савезној држави Хесен. Једно је од 23 општинска средишта округа Лан-Дил. Према процјени из 2010. у општини је живјело 10.673 становника. Посједује регионалну шифру (AGS) 6532014.

## Географски и демографски подаци
Хитенберг се налази у савезној држави Хесен у округу Лан-Дил. Општина се налази на надморској висини од 296 метара. Површина општине износи 40,7 km². У самом мјесту је, према процјени из 2010. године, живјело 10.673 становника. Просјечна густина становништва износи 262 становника/km².

## Међународна сарадња
| Мјесто   | Држава    | Врста сарадње | Од    |
| -------- | --------- | ------------- | ----- |
| Кремје   | Француска | партнерство   | 1993. |
| Гестлинг | Аустрија  | партнерство   | 1991. |
| Извор    |           |               |       |